# Liste der Baudenkmäler in Altenstadt an der Waldnaab

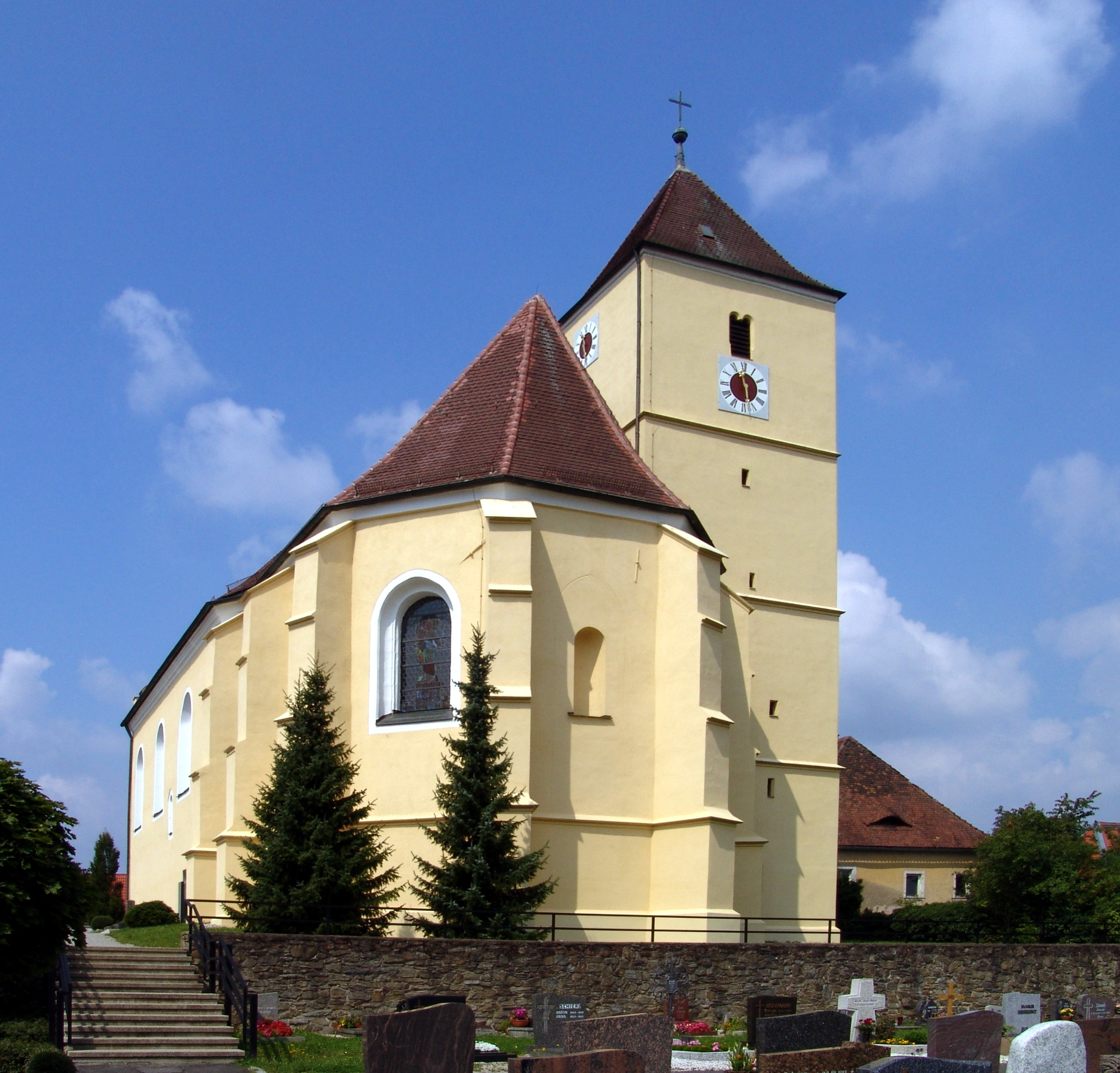
Alte Pfarrkirche in Altenstadt

Auf dieser Seite sind die Baudenkmäler in der Oberpfälzer Gemeinde Altenstadt an der Waldnaab zusammengestellt. Diese Tabelle ist eine Teilliste der Liste der Baudenkmäler in Bayern. Grundlage ist die Bayerische Denkmalliste, die auf Basis des Bayerischen Denkmalschutzgesetzes vom 1. Oktober 1973 erstmals erstellt wurde und seither durch das Bayerische Landesamt für Denkmalpflege geführt wird. Die folgenden Angaben ersetzen nicht die rechtsverbindliche Auskunft der Denkmalschutzbehörde.

## Baudenkmäler nach Gemeindeteilen

### Altenstadt
| Lage                                | Objekt                                    | Beschreibung | Akten-Nr.              | Bild           |
| ----------------------------------- | ----------------------------------------- | --- | ---------------------- | -------------- |
| Baptist-Kraus-Straße (Standort)     | Bildstock                                 | Girlandenpfeiler auf Würfelpostament, Bildtafel mit plastischer Verzierung, Granit, bezeichnet mit „1697“ | D-3-74-111-2 Wikidata  | BW             |
| An der Staatsstraße 2395 (Standort) | Bildstock                                 | Ädikulaform, auf Postament, Werkstein, um 1880 | D-3-74-111-8 Wikidata  | BW             |
| Am Kalvarienberg (Standort)         | Kreuzweg                                  | Gusseisenkruzifix am Eisenkreuz, am Sockel Pietà, wohl 1893 14 Kreuzwegstationen, profilierte Granitpfeiler, Laternen mit rechteckigen Bildfeldern, bezeichnet mit „1871“ | D-3-74-111-9 Wikidata  | BW             |
| B 22 (Standort)                     | Wegkreuz                                  | Gusseisenkruzifix auf hohem Granitsockel, bezeichnet mit „1862“ | D-3-74-111-3 Wikidata  | BW             |
| Parksteiner Straße 12 (Standort)    | Wegkreuz                                  | Gusseisenkruzifix auf bildstockartigem Granitsockel, bezeichnet mit „1889“ | D-3-74-111-4 Wikidata  | BW             |
| Pfarrplatz 16 (Standort)            | Ehemaliger Pfarrhof                       | Zweigeschossiger Walmdachbau mit Schleppgauben, mit Profilgesims und profilierten Fenstereinfassungen, 1736 unter Einbeziehung älterer Teile Stallgebäude, eingeschossiger Halbwalmdachbau, erste Hälfte 18. Jahrhundert Torbogen mit rundbogiger Durchfahrt und Nebeneingang, wohl erste Hälfte 19. Jahrhundert Hofeinfriedung, erhaltene Teile nach Süden, Bruchstein, erste Hälfte 18. Jahrhundert Schuppen, kleiner Pultdachbau im Mauerzwickel der Hofeinfriedung, wohl erste Hälfte 19. Jahrhundert | D-3-74-111-5 Wikidata  | BW             |
| Pfarrplatz 18 (Standort)            | Katholische Pfarrkirche Mariä Himmelfahrt | Saalkirche mit Steildach und eingezogenem, fünfseitig geschlossenem Chor, Flankenturm mit Pyramidendach, Langhaus im Kern romanisch, Chor und Turm spätgotisch, Giebelfassade barock; mit Ausstattung Ehemaliger Karner, später Friedhofskapelle, eingeschossiger Steildachbau, wohl 16./17. Jahrhundert Friedhofsmauer, erhaltene Teile nach Süden, Bruchstein, wohl 18./19. Jahrhundert | D-3-74-111-6 Wikidata  | weitere Bilder |
| Pfarrplatz (Standort)               | Dorfbenennungsstein                       | Granitquader mit oberer Abschrägung, wohl 19. Jahrhundert | D-3-74-111-21 Wikidata | BW             |
| B 22; Laintrad (Standort)           | Bildstock                                 | Schlanker Pfeiler mit Girlande, Laterne mit Kreuzdach und halbrunden Bildnischen, Granit, bezeichnet mit „1711“ | D-3-74-111-7 Wikidata  | BW             |

### Buch
| Lage               | Objekt                         | Beschreibung                                             | Akten-Nr.              | Bild |
| ------------------ | ------------------------------ | -------------------------------------------------------- | ---------------------- | ---- |
| In Buch (Standort) | Ehemaliger Dorfbenennungsstein | Granitquader mit oberer Abschrägung, 19. Jahrhundert     | D-3-74-111-10 Wikidata | BW   |
| Ödholz (Standort)  | Wegkreuz                       | Gusseisenkruzifix auf Granitsockel, Ende 19. Jahrhundert | D-3-74-111-25          | BW   |

### Kotzau
| Lage                                    | Objekt              | Beschreibung                                                                            | Akten-Nr.              | Bild |
| --------------------------------------- | ------------------- | --------------------------------------------------------------------------------------- | ---------------------- | ---- |
| In Kotzau (Standort)                    | Wegkreuz            | Gusseisenkruzifix auf bildstockartigem Granitsockel, wohl zweite Hälfte 19. Jahrhundert | D-3-74-111-12 Wikidata | BW   |
| In Kotzau, Kreisstraße NEW 2 (Standort) | Dorfbenennungsstein | Granitquader, oben abgeschrägt, wohl 19. Jahrhundert                                    | D-3-74-111-23 Wikidata | BW   |
| Großer Weiher;Kr NEW 2 (Standort)       | Wegkreuz            | Gusseisenkruzifix auf Granitsockel, Ende 19. Jahrhundert                                | D-3-74-111-11 Wikidata | BW   |

### Meerbodenreuth
| Lage                         | Objekt              | Beschreibung                                            | Akten-Nr.              | Bild |
| ---------------------------- | ------------------- | ------------------------------------------------------- | ---------------------- | ---- |
| In Meerbodenreuth (Standort) | Wegkreuz            | Gusseisenkruzifix auf Granitsockel, bezeichnet mit 1878 | D-3-74-111-14 Wikidata | BW   |
| In Meerbodenreuth (Standort) | Kapellenausstattung | 16. Jahrhundert; in moderner Ortskapelle von 1959       | D-3-74-111-13 Wikidata | BW   |

### Süßenlohe
| Lage                                               | Objekt                         | Beschreibung                                                                            | Akten-Nr.              | Bild |
| -------------------------------------------------- | ------------------------------ | --------------------------------------------------------------------------------------- | ---------------------- | ---- |
| In Süßenlohe (Standort)                            | Ehemaliger Dorfbenennungsstein | Granitpfeiler, 19. Jahrhundert                                                          | D-3-74-111-18 Wikidata | BW   |
| In Süßenlohe, an der Ostmarkstraße B 22 (Standort) | Bildstock                      | Wohl 18. Jahrhundert, teilweise erneuert                                                | D-3-74-111-17 Wikidata | BW   |
| Aspenschlag; Bei Süßenlohe (Standort)              | Bildstock                      | Schlanker Granitpfeiler, Laterne mit halbrunden Bildfeldern, wohl 18. Jahrhundert       | D-3-74-111-16 Wikidata | BW   |
| Süßenlohe 2 (Standort)                             | Ehemaliges Mauthaus            | Eingeschossiger Walmdachbau, Bruchstein, Fenster mit Werksteingewänden, 18. Jahrhundert | D-3-74-111-15 Wikidata | BW   |

## Ehemalige Baudenkmäler
In diesem Abschnitt sind Objekte aufgeführt, die früher einmal in der Denkmalliste eingetragen waren, jetzt aber nicht mehr. Objekte, die in anderem Zusammenhang also z. B. als Teil eines Baudenkmals weiter eingetragen sind, sollen hier nicht aufgeführt werden. Aktennummern in diesem Abschnitt sind ehemalige, jetzt nicht mehr gültige Aktennummern.

| Lage                                 | Objekt  | Beschreibung                                          | Akten-Nr.             | Bild |
| ------------------------------------ | ------- | ----------------------------------------------------- | --------------------- | ---- |
| Altenstadt Hauptstraße 24 (Standort) | Kapelle | Um 1830, Massivbau mit Steingewänden und Halbwalmdach | D-3-74-111-1 Wikidata | BW   |